# نصل التنين الأخضر الهلالي
نصل التنين الأخضر الهلالي
(بالصينية المبسطة: Lóy Long Xin Xing Daopian) هو سلاح أسطوري إستخدمه الجنرال الصيني القديم كوان يو في أواخر عهد سلالة هان الحاكمة وإبان حقبة الممالك الثلاث.

## رواية رومانسية الممالك الثلاث
حسب الرواية التاريخية التي كتبها لوغوانتشونغ في القرن الرابع عشر، فقد استخدم حداد يُدعى تشانغ تشيبينغ (وهو حداد أبدى تعاطفا مع قضية ليو باي)، مادة الفولاذ في صناعة النصل.
عندما قتل كوان يو في يناير أو فبراير من سنة 219ب.م، إنتقل النصل إلى الجنرال بان تشانغ الذي شارك في قتل كوان يو (قام سون تشوان بإعطائه له)، وبعد معركة يلينغ التي شنّها ليو باي ضد مملكة وو انتقاماً لشقيقيه زانغ في و غوان يو استطاع غوان غانغ ابن كوان يو قتل بان تشانغ واستعادة المطرد وقد مرره غوان غانغ من الأب إلى الابن في عائلة غوان.

## الصحة التاريخية
تم التشكيك في مدى صحة استخدام كوان يو للنصل، ولا يزال الجدل قائما بين أن تكون الأحداث المذكورة حقيقية أو أنها مجرد أسطورة. النصوص التاريخية التي كتبت في تلك الحقبة مثل سجلات الممالك الثلاث التي كتبها تشن تشو (كان تشن تشو وزيرا في بلاط شو ثم جين) لم تذكر هذا النصل أو أي شخص أخر يحمله، لإنه من المعروف أن نوعية هذا السلاح لم تكن معروفة إلا بعد 700سنة من وفاة كوان يو تحديدا في عهد سلالة سونغ الحاكمة.

## الوزن
وفقا للفصل الأول من رومانسية الممالك الثلاث، فإن شفرة النصل تبلغ 82 جينا صينيا أي ما يعادل 42 كيلوغرام، النصل حسب ماهو معروف موجود اليوم في معبد وودانغ شان في الصين.

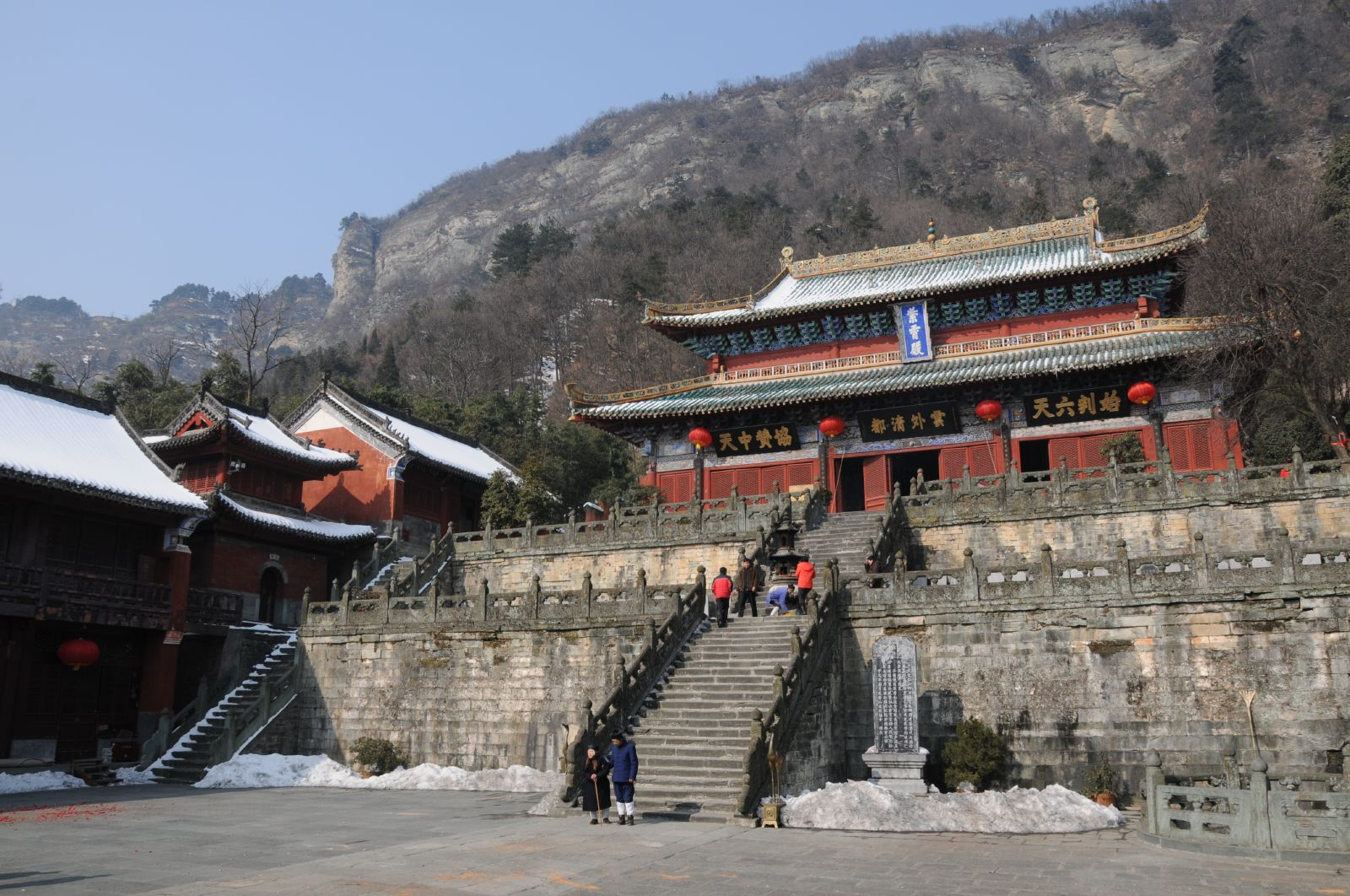
معب وودانغ شان الذي يحتفظ بنصل كوان يو